# Herman II. Celjski
Herman II. Celjski [hérman drúgi cêljski], Celjski grof, * okoli 1361, † 13. oktober 1435, Bratislava, danes Slovaška.

## Pregled
Herman II. je bil sin Hermana I. Celjskega in Katarine Kotromanić. Pod njegovim vodstvom je rodbina Celjskih, ki jo je vodil med letoma 1385 in 1435, dosegla prvi vrhunec moči.
Petdesetletno vladanje Hermana II. je zaznamovalo širjenje posesti in moči, predvsem pa dva dogodka: bitka pri Nikopolju 1396, po kateri se zaradi Hermanove vloge pri rešitvi ogrskega kralja in poznejšega nemškega cesarja Sigismunda Luksemburškega Celjski uveljavijo kot pomemben dejavnik evropske politike in afera iz leta 1422, ko se je sin Friderik II. Celjski po nepojasnjeni smrti žene Elizabete Frankopanske poročil z Veroniko Deseniško. Herman, ki se zaradi dinastično-političnih načrtov in razlogov ni mogel pomiriti s to zvezo, je najprej zaprl sina, nato še Veroniko, jo prepeljal v Celje, kjer jo je postavil pred sodišče, ki pa jo je oprostilo. Kljub temu je Herman dosegel svoje, saj sta jo pod gradom Ojstrica pri naselju Tabor v Savinjski dolini, kjer je bila zaprta, njegova viteza utopila.
Izjemnost Hermana II. so opazili že njegovi sodobniki: v njegovo čast in slavo je bila spisana Celjska kronika, ki je bila začeta že kmalu po smrti grofa, končana pa po nenadnem koncu dinastije.

## Družina
Grof Herman II., mlajši sin Hermana I. in Katarine Kotromanić, se je leta 1372 poročil z Ano, grofico Schaunberško.
Otroci oz. pastorki:
- Friderik II. (* 17. januar 1379, † 9. junij 1454)
- Herman III. (* 1381, † 30. julij 1426)
- Elizabeta Celjska(* 1382, † 21. august 1421)
- Ana Celjska - posvojenka (* 1384, † 21. januar 1439)
- Herman Kilavi (* 1385, † 13. december 1421), škof, nezakonski sin, ki ga je papež pozneje legitimiziral.
- Ludvik (* 1387, † 18. oktober 1417)
- Barbara Celjska (* 1392, † 11. julij 1451)

Leta 1385 je Herman I. umrl in vodstvo družine sta prevzela sin Herman II. in nečak Viljem Celjski. Po smrti Viljema I. Celjskega († 19. september 1392) je Herman II. sam vodil celjsko dinastično hišo in se izkazal za izrednega politika, ki je spretno izrabljal nesoglasja v hiši Habsburžanov in vladarske spore med Luksemburžani in Habsburžani.

## Vzpon Celjskih
S pridobitvijo obsežnih posestev na Štajerskem, Koroškem, Kranjskem, Ogrskem, v hrvaškem Zagorju in Slavoniji ter s sklepanjem pomembnih sorodstev in zavezništev je ustvaril mogočno materialno podlago za izreden vzpon celjske dinastije.
Politično ali sorodstveno se je povezal z najvplivnejšimi osebnostmi tega dela Evrope (ogrskim in nemškim kraljem in cesarjem Sigismundom Luksemburškim, poljskim kraljem Vladislavom Jagielom, bosenskim kraljem Tvrtkom II. itd.) in gojil jasno vizijo – postati državni knez – biti torej podložen samo kralju. Več kot dobro izhodišče torej za kasnejše poseganje po kroni. Tega sam ni dočakal, sta pa njegova potomca – sin Friderik II. in vnuk Ulrik II. postala državna kneza samo leto dni po Hermanovi smrti; hkrati je bila ustanovljena tudi Celjska kneževina. 

## Bitka pri Nikopolju
V bitki s Osmani pri Nikopolju, leta 1396, v kateri je bila evropska viteška vojska poražena, je Herman uspešno reševal kralja Sigismunda, ki sta mu že grozila smrt ali ujetništvo. Herman je bil že takoj po vrnitvi nagrajen z mestom Varaždin in gospostvi Vinica v Podravini in Vrbovec v Zagorju, čez dve leti pa mu je Sigismund podelil v dedni fevd hrvaško grofijo Zagorje in Celjski so svoji titulaturi dodali zagorski grofovski naslov.

## Vstop v krog kraljeve družine
Herman je skupaj z ogrskim svakom Nikolajem Gorjanskim spretno posegel v spor o legitimnosti kralja Sigismunda do ohranitve ogrske krone po smrti kraljice Marije, ki mu ni zapustila potomca. Del ogrskega plemstva je kralja konec aprila 1401 zaprl na gradu Gorjanskega Siklós. 
Po diplomatskem sporazumu je bil eden od pogojev za izpustitev Sigismunda (oktobra 1401) zaroka s hčerko Hermana, takrat komaj 9-letno Barbaro; Nikolaj Gorjanski pa je postal palatin ogrskega kraljevstva. Kralj Sigismund je ta pogoj sprejel, čeprav je bil že od leta 1396 zaročen s hčerko brižškega vojvode Henricha Margareto in je bila njegova nevesta že na poti na Ogrsko.
Svadba z Barbaro je bila šele čez štiri leta, sredi novembra leta 1405. Barbara je tedaj imela 13, Sigismund pa 37 let. Leta 1405 je Herman prejel v zastavo Čakovec z Medžimurjem ter 1406 upravo nad zagrebško škofijo z zagrebškim Gradcem. Postal je tudi dedni hrvaški ban. Leta 1406, je Herman s poroko hčerke Barbare s Sigismundom Luksemburškim postal ožji sorodnik ogrskega kralja, ki je 1410 postal nemški, 1420 češki kralj, 1433 pa rimsko-nemški cesar.

## Med evropsko plemiško elito
Kmalu po pridobitvi Zagorja je Herman ustanovil pavlinski samostan v Lepoglavi, 1407 pa je ob spodnji Krki ustanovil Kartuzijanski samostan Pleterje. Na izjemno dobre odnose Hermana s kartuzijani kažejo zapisi in imenovanje Hermana na generalnem kapitlju za zaščitnika (protector) leta 1409. Po letu 1420 je v Celju na dvoru Celjskih bival oglejski patriarh, ko so Benetke zasedle Furlanijo z Oglejem.
Ob ustanovitvi Zmajevega viteškega reda leta 1408, so Celjski s Hermanom na čelu na prvem vrhuncu moči: v ustanovni listini sta med štiriindvajsetimi člani Herman in sin Friderik našteta med prvimi. 
Na svoje pomembno mesto ob cesarju je pokazal tudi leta 1414, na koncilu v Konstanci, ko je namesto renskega palatinskega grofa in volilnega kneza nosil zlato jabolko.

## Prizadevanja za Celjsko kneževino
Na Hermanovo prošnjo mu je Sigismund podelil krvno sodstvo v njegovi grofiji. Za razvoj Celjske grofije v deželo je bila zelo pomembna pridobitev dediščine po 1418 izumrlih Ortenburških grofih, ki jo je Herman prejel 1420 v Breslauu. Naslednji korak proti kneževini je bil 18. december 1423, ko je Ernest Železni izročil Hermanu listino iz 1308, po kateri so imeli Celjski od Habsburžanov v fevdu svojo prej alodialno posest. S tem se je odpovedal fevdnemu gospostvu nad Celjskimi. V zameno je moral Herman izročiti kar 14 posestev. Listina iz 1430 (verjetno le v obliki koncepta), kaže da je hotel Sigismund Celjske poknežiti, a so to verjetno preprečili Habsburžani. Celjski so v zameno za neuspeli povzdig prejeli rudniški regal. 

## Konec življenjske poti tik pred pokneženjem
Leta 1435, dve leti po tem, ko je Sigismund postal cesar, je dal poklicati ostarelega Hermana v ogrsko prestolnico Bratislavo, kjer ga je nameraval poknežiti, a je grof zbolel in 13. oktobra umrl. Pokopali so ga v samostanu Pleterje, ki ga je sam ustanovil, in to pod stopnicami glavnega oltarja, s čimer so mu kartuzijani izkazali največjo čast.